# Алтуна
Алту́на (англ. Altoona) — город на северо-востоке США в штате Пенсильвания. Находится в округе Блэр. В 2010 году в городе проживали 46 320 человек.
С 27 апреля 2011 года в течение 60 дней в честь одноимённого фильма носил официальное название POM Wonderful Presents: The Greatest Movie Ever Sold, Pennsylvania.

## Географическое положение
Город расположен на восточных склонах Аллеганской гряды (Аппалачи), которая разделяет водосборные бассейны Миссисипи и Атлантического океана.

## История
Местность была заселена около 1760-х годов. Вблизи был основан форт Робердо (1778 год) во время Американской революции. Город был основан в 1849 году железнодорожной компанией Пенсильвании. Предположительно, название произошло от слова чероки «allatoona» (высокие земли большой ценности).

## Население
| Год переписи | Нас.  |  | %±     |
| ------------ | ----- |  | ------ |
| 1860         | 3591  |  | —      |
| 1870         | 10610 |  | 195,5% |
| 1880         | 19710 |  | 85,8%  |
| 1890         | 30337 |  | 53,9%  |
| 1900         | 38973 |  | 28,5%  |
| 1910         | 52127 |  | 33,8%  |
| 1920         | 60331 |  | 15,7%  |
| 1930         | 82054 |  | 36%    |
| 1940         | 80214 |  | −2,2%  |
| 1950         | 77177 |  | −3,8%  |
| 1960         | 69407 |  | −10,1% |
| 1970         | 63115 |  | −9,1%  |
| 1980         | 57078 |  | −9,6%  |
| 1990         | 51881 |  | −9,1%  |
| 2000         | 49523 |  | −4,5%  |
| 2010         | 46320 |  | −6,5%  |
| 2016         | 44589 |  | −3,7%  |

По данным переписи 2010 года население Алтуны составляло 46 320 человек (из них 48,0 % мужчин и 52,0 % женщин), в городе было 19 301 домашних хозяйств и 11 646 семей. На территории города было расположено 21 179 построек со средней плотностью 441 построек на один квадратный километр суши. Расовый состав: белые — 93,8 %, афроамериканцы — 3,3 %, азиаты — 0,4 %, коренные американцы — 0,1 %. 1,3 % имеют латиноамериканское происхождение.
Население города по возрастному диапазону по данным переписи 2010 года распределилось следующим образом: 22,6 % — жители младше 18 лет, 5,3 % — между 18 и 21 годами, 56,5 % — от 21 до 65 лет и 15,6 % — в возрасте 65 лет и старше. Средний возраст населения — 38,9 лет. На каждые 100 женщин в Алтуне приходилось 92,4 мужчин, при этом на 100 совершеннолетних женщин приходилось уже 89,0 мужчин сопоставимого возраста.
Из 19 301 домашних хозяйств 60,3 % представляли собой семьи: 39,4 % совместно проживающих супружеских пар (14,4 % с детьми младше 18 лет); 15,2 % — женщины, проживающие без мужей и 5,7 % — мужчины, проживающие без жён. 39,7 % не имели семьи. В среднем домашнее хозяйство ведут 2,34 человека, а средний размер семьи — 2,95 человека. В одиночестве проживали 32,8 % населения, 13,5 % составляли одинокие пожилые люди (старше 65 лет).

## Экономика
В 2016 году из 36 271 человека старше 16 лет имели работу 19 726. При этом мужчины имели медианный доход в 41 134 долларов США в год против 33 003 долларов среднегодового дохода у женщин. В 2016 году медианный доход на семью оценивался в 49 866 $, на домашнее хозяйство — в 36 741 $. Доход на душу населения — 20 975 $ в год. 15,4 % от всего числа семей в Алтуне и 22,3 % от всей численности населения находилось на момент переписи за чертой бедности.
В городе расположена крупная сортировочная станция и локомотивное депо бывшей Пенсильванской железной дороги. Здесь также был размещён крупный локомотивостроительный завод Altoona Works работавший с 1866 по 1946 год.